# 公用電話專用代幣
公用電話專用代幣、或稱公用電話專用銅牌，是中華民國交通部電信總局於1973年為因應一元硬幣短缺而發行的公用電話機代幣。

## 發行原因
1973年時台北市民眾有八成的人需要公用電話，短缺壹圓造成政府的電話費收入大降。彰化縣發生有少女在半夜為替母親急病求醫，卻在公用電話亭叫車苦無硬幣撥號的事件。張茲闓分析公用電話、自動販賣機增加、兒童存零錢到撲滿，也造成壹圓鎳幣供應吃緊。立法委員劉振東便向中央銀行建議公用電話可改代以專用籌碼。
1973年8月3日，交通部電信總局局長方賢齊在行政院新聞局記者會中宣佈，為因應壹圓鎳幣缺乏，電信局將發行公用電話的壹圓代幣。9月25日，行政院院長蔣經國在立法院口頭報告提起打電話時零錢不足的問題。10月2日，台灣銀行總經理何顯重表示，電信局已委託中央銀行鑄造電話專用銅片。
電話專用代幣大小、重量均與同時的壹圓新台幣鎳幣相同，採用銅鋅合金，為中央造幣廠鑄造，於1973年11月1日先發行4000萬枚。12月8日，將每人每次兌換20枚代幣擴大到50枚。為鼓勵使用，12月22日到28日，附送可裝代幣的鑰匙圈。
儘管1974年2月底統計壹圓鎳幣應有6億4500萬枚，但該年依然難見，導致民眾抱怨兌換電話代幣不方便。同年6月16日起，為提高使用電話效率，公用電話每次投幣只能用3分鐘。9月26日，每人每次兌換公用電話專用銅牌放寬為100枚。

## 停止使用
1975年，臺灣的壹圓鎳幣短缺問題漸漸消失。公用電話專用代幣在發行3年後被回收。失去流通價值的電話代幣，被錢幣同好界認為是對台灣公用電話的歷史見證。1975年8月的古幣拍賣市場，此種代幣收購價就達每枚3.4元新台幣。